# Iskitim
Iskitim (ryska Искити́м) är en stad i Novosibirsk oblast i Ryssland. Folkmängden uppgick år 2015 till cirka 58 000 invånare.